# Ronnie Clayton
Ronnie Clayton, né le 5 août 1934 à Preston (Angleterre), et décédé le 29 octobre 2010, est un footballeur anglais, qui évoluait au poste de milieu de terrain au Blackburn Rovers et en équipe d'Angleterre.
Clayton n'a marqué aucun but lors de ses trente-cinq sélections avec l'équipe d'Angleterre entre 1955 et 1960. 

## Carrière
- 1950-1969 : Blackburn Rovers
- 1969-1970 : Morecambe
- 1970-1971 : Great Harwood Town

## Palmarès

### En équipe nationale
- 35 sélections et 0 but avec l'équipe d'Angleterre entre 1955 et 1960.

### Avec les Blackburn Rovers
- Finaliste de la Coupe d'Angleterre de football en 1960.